# Ahuizotl

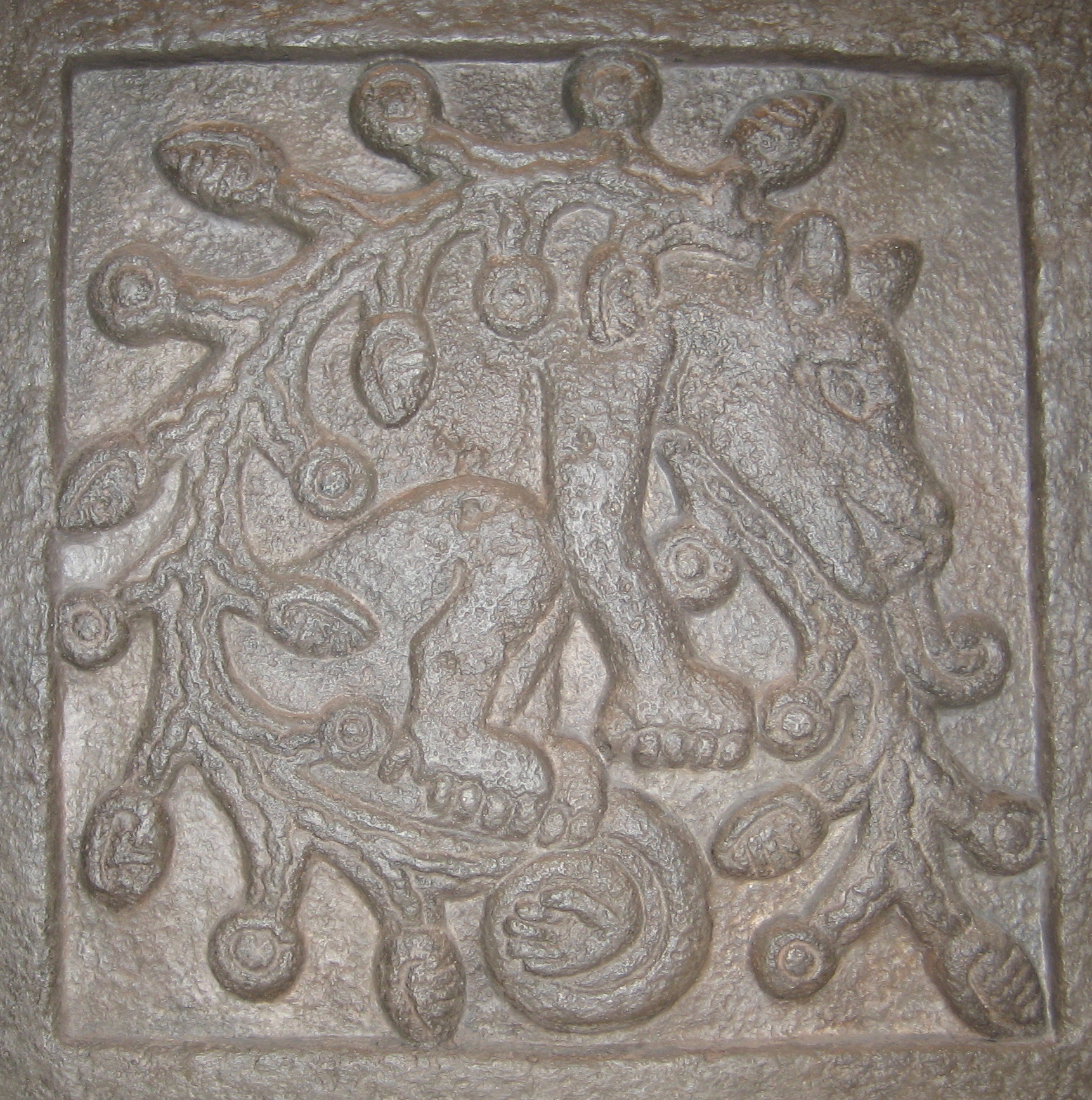
Ahuizotl.

O Ahuízotl (em náuatle: "espinhoso d'água") é um monstro antropófago das lendas e do folclore do México.
Segundo o Código Florentino, o ahuízotl tem o tamanho e a forma de um cão pequeno, pêlo curto, orelhas pontudas, um corpo liso e uma cauda negra, de cuja ponta sai uma mão semelhante à humana. Segundo o padre e historiador Ángel María Garibay, o nome é formado or a(tl), "água"; huiz(tli), "espinho" (os pelos molhados lembrariam espinhos quando o animal sai da água e se sacode); e (y)otl, "semelhante". O tlatoani ("imperador") mexica que precedeu Motecuhzoma ou Montezuma e governou os astecas de 1486 a 1502 adotou Ahuízotl como seu nome e símbolo.
Alguns dizem também que o animal tem patas de macaco. Diz-se que o animal atrai as vítimas para a beira do lago com gritos que parecem o choro de uma criança e as agarra com a mão na ponta da cauda e as arrasta para as águas lamacentas onde vive. Também atrai pescadores fazendo peixes e rãs pularem, como se houvesse um peixe grande nas proximidades, e depois os agarra em seus botes.
Reconhece-se uma vítima do ahuízotl porque seu corpo retorna à superfície exatamente três dias depois, sem os olhos, dentes e unhas, devorados pelo monstro. Como esse monstro era considerado um servo de Tlaloc (Deus da chuva), o corpo deveria ser retirado e sepultado por um sacerdote e considerado um sacrifício especial a esse Deus, que levaria seu espírito para seu paraíso, o Tlalocan.
Não se conhece a origem da lenda, mas vários povos das Américas têm histórias análogas sobre animais perigosos que vivem em lagos e rios, que podem ser inspirados no castor, no gambá (em náuatle: tlacuache), em alguma espécie de lontra (aizcuíntli, "cão d'água", na mesma língua), ou mesmo na ariranha (Pteronura brasiliensis) da América do Sul.